# 紳士録
紳士録（しんしろく）とは、社会的地位のある人々の氏名、住所、経歴、職業、趣味、家族関係などを収録した名簿のことである。人名録、人名事典の一種。名士録とも言う。「Who's Who」や「人名年鑑」とされていることもある。

## 概要
生年月日と出身地、最終学歴はもちろん、刊行時点での居住地、場合によっては家族情報や趣味などの個人情報が記されていることもある。
1849年にイギリスのA.＆ C.ブラック (A & C Black) 社から創刊された『Who's Who』が最初のもので、日本では1889年（明治22年）の『日本紳士録』（交詢社）が最も古く、次に1903年（明治36年）の『人事興信録』（人事興信所）がある。詐欺グループが掲載料や解除料を要求する紳士録商法や、2005年に施行された個人情報保護法などの影響により『日本紳士録』は2007年で休刊した。『人事興信録』も2009年に廃刊となった。
なお国際的な紳士録としては、アメリカのNew Communications inc.による『Marquis Who's Who』等がある。

## 日本紳士録
1889年（明治22年）に福沢諭吉の提唱で設立された社交団体「交詢社」が納税額を基準に著名人約2万3000を掲載して発行を始めた。巻末には東京を中心とした職業別姓名録なども付された。3年後には東京横浜に京阪その他を含めた約3万3000人を収録して第二版を出版、以後版を重ねた。高山樗牛は所得税が基準では紳士と謳ったところで高利貸しや博徒も入っており、国民の拝金根性を露呈するものとして批判した。
1971年（昭和46年）からは「交詢社出版局」が編集を続け、2000年（平成12年）ごろには掲載人数が過去最高の約14万人に達したが、2005年に紳士録などを利用した大型詐欺事件が摘発され、同年個人情報保護法の施行もあって掲載希望者が減り、2007年（平成19年）に第80版を最後に無期休刊となった。

## 人事興信録
『人事興信録』は明治35年に人事興信所を設立した初代内尾直二(1876-1928)が「廣く人事調査の資料に供す」べく「編纂發行」したことに始まる。
2007年発行の第44版の時点で掲載人数は約8万人で、3〜4年前から掲載を断る人が増えており、10年前より約3割減ったという。2009年発行の第45版で終刊した。
人事興信録は1948年の第15版の上下巻が国会図書館デジタルコレクションで閲覧できるが戦後直後ということもありページ数が激減しており戦前最後の版である1943年の第14版の方が豊富に情報が記載されている。
また1928年の第8版は名古屋大学によってオンラインデータベース化された。